# 新界區專線小巴409K線
新界區專線小巴409K線是由錦捷運輸營運的一條小巴線，循環行走長亨邨及荃灣（海貴路）之間。 本路線是兩鐵合併後，首條提供鐵路轉乘優惠的全新開辦專線小巴路線，以八達通乘搭本線接駁港鐵西鐵綫，可獲票價優惠。

## 簡介及歷史
- 2008年10月5日：路線投入服務，開辦時已設有與西鐵線的轉乘優惠[3][4]。
- 2011年4月24日：離開荃灣西站後，改經沙咀道、鹹田街、德華街、關門口街返回原有路線。[5]
- 2012年1月1日：調整票價，全程由$5.0加至$5.3，分段由$3.0加至$3.2。[6]
- 2013年5月12日：調整票價，全程由$5.3加至$5.7，分段由$3.2加至$3.4。[7]
- 2014年6月15日：改經楊屋道直入德士古道。[8][9]
- 2018年5月1日：配合宏安集團在亨美街興建住宅[10]，總站臨時遷往亨美街聖公會何澤芸小學外。[11]
- 2019年2月24日：該線總站由如心廣場遷至荃灣（海貴路）。[12]
- 2019年12月2日：往荃灣過德士古道後，改為直接往荃富街，不經荃榮街及荃華街。[13]

## 客量
由於往來荃灣西站的人流不多，故本線往荃灣主要輔助 409 線。在早上繁忙時間本線會出現滿座情況，但其餘時間客量只屬一般。另外本線往青衣的停站與九巴 41M、42M、49X 等線的方向相反，加上本線班次較疏，故未能吸引等候九巴的乘客乘搭，因此回程客量偏低，只靠青衣區內乘客支持。但自從返程改經楊屋道後，吸引不少於巴士站等候41M及49X的乘客，加上行走楊屋道比起沙咀道（車多路窄，多燈位）行車時間大為降低，令荃灣區上車客量有所回升。

## 行車路線
| 1                | 長宏小巴總站       | 長宏小巴總站     |
| 2                | 長亨小巴總站       | 長亨小巴總站     |
| 3                | 長亨商場           | 寮肚路           |
| 4                | 長亨邨亨翠樓       | 青衣西路         |
| 5                | 楓樹窩體育館       | 楓樹窩路         |
| 6                | 青衣邨宜偉樓       | 青葉街           |
| 7                | 偉景花園小巴總站   | 偉景花園小巴總站 |
| 8                | 青衣邨商場         | 青綠街           |
| 9                | 青衣街市           | 青綠街           |
| 10               | 青衣運動場         | 青敬路           |
| 11               | 盈翠半島           | 青敬路           |
| 12               | 長安邨安湄樓       | 青敬路           |
| 青荃橋           |                    |                  |
| 13               | 鴻福堂集團物流中心 | 德士古道         |
| 14               | 東亞花園           | 荃榮街           |
| 15               | 悅來酒店           | 荃華街           |
| 16               | 荃灣街市街         | 荃灣街市街       |
| 17               | 荃灣（海貴路）     | 海貴路           |
| 18               | 楊屋道街市         | 楊屋道           |
| 19               | 橫窩仔街           | 沙咀道           |
| 德士古道、青荃橋 |                    |                  |
| 20               | 灝景灣             | 青敬路           |
| 21               | 青衣游泳池         | 青敬路           |
| 22               | 宏福花園小巴總站   | 宏福花園小巴總站 |
| 23               | 青衣街市           | 青敬路           |
| 24               | 青怡花園           | 青綠街           |
| 25               | 青衣邨             | 青綠街           |
| 26               | 偉景花園小巴總站   | 偉景花園小巴總站 |
| 27               | 楓樹窩體育館       | 楓樹窩路         |
| 28               | 長亨邨亨翠樓       | 青衣西路         |
| 29               | 曉峰園             | 寮肚路           |
| 30               | 長亨商場           | 寮肚路           |
| 31               | 長亨邨停車場       | 寮肚路           |
| 32               | 長宏小巴總站       | 長宏小巴總站     |

## 服務時間及班次
| 日期             | 服務時間    | 班次      |
| ---------------- | ----------- | --------- |
| 由長宏開出       |             |           |
| 星期一至五       | 06:15-23:15 | 15-20分鐘 |
| 星期六           | 06:15-23:15 | 15-20分鐘 |
| 星期日及公眾假期 | 06:15-23:15 | 15-20分鐘 |

## 收費
| 收費表   |                |
| 來＼往   | 長亨（亨美街） |
| 長安     | $4.6           |
| 荃灣西站 | $7.6           |

| - 本線大小同價。 - 65歲或以上長者使用長者或個人八達通（包括「樂悠咭」），合資格殘疾人士（包括12歲以下合資格殘疾兒童），以及60至64歲香港居民使用「樂悠咭」使用「殘疾人士身份」個人八達通繳付車資，均可享有每程$2.0或全費（以較低者為準）的票價優惠。 - 乘客可以現金或八達通於上車時付款，不設找續。 - 每位成人乘客可免費攜帶最多兩名3歲以下而不佔座位的兒童乘客乘車，超額之3歲以下小童必須繳付車費乘車。 - 乘客若繳付分段收費，請按八達通機上的「分段」按鍵，並調校至所合適的收費才拍卡。 - 於德士古道近荃富街或之前登車的乘客，若前往青宏苑或以後車站，須於橫龍街重新繳付車資。 |